# Эрмиваль-ле-Во
Эрмива́ль-ле-Во (фр. Hermival-les-Vaux) — коммуна во Франции, находится в регионе Нижняя Нормандия. Департамент коммуны — Кальвадос. Входит в состав кантона Лизьё 1-й кантон. Округ коммуны — Лизьё.
Код INSEE коммуны — 14326.

## Население
Население коммуны на 2010 год составляло 843 человека.
| 1962 | 1968 | 1975 | 1982 | 1990 | 1999 | 2010 |
| ---- | ---- | ---- | ---- | ---- | ---- | ---- |
| 412  | 395  | 526  | 518  | 673  | 760  | 843  |

## Экономика
В 2010 году среди 534 человек трудоспособного возраста (15—64 лет) 378 были экономически активными, 156 — неактивными (показатель активности — 70,8 %, в 1999 году было 71,5 %). Из 378 активных жителей работали 349 человек (179 мужчин и 170 женщин), безработных было 29 (14 мужчин и 15 женщин). Среди 156 неактивных 53 человека были учениками или студентами, 63 — пенсионерами, 40 были неактивными по другим причинам.